# Mûrisserie
Une mûrisserie est un espace dans lequel on laisse le mûrissement des fruits d'une récolte se produire. Le terme est particulièrement employé pour désigner les sites sur lesquels on stocke des bananes dans l'attente de leur maturité.

## Un maillon essentiel
Les mûrisseries sont un maillon essentiel de la chaîne d'approvisionnement qui permet de commercialiser au mieux dans des latitudes tempérées, par exemple en Europe, un fruit tropical ou subtropical périssable comme la banane.  
Le régime de bananes est coupé dans les plantations avant sa pleine maturité. On transporte à travers l'océan ces fruits au froid dans les navires. On cherche alors à ralentir leur métabolisme grâce au froid et à la ventilation et à les acheminer le plus vite possible. Ensuite, la banane passe en mûrisserie pour retrouver ses qualités naturelles avant d'être vendue dans le commerce. 
La mûrisserie est un grand bâtiment fonctionnel où les bananes, rangées sur des palettes portant chacune entre 24 et 32 cartons de fruits, sont stockées dans des chambres de maturation. Les bananes entrent en mûrisserie alors qu'elles sont vertes et y restent entre 4 et 8 jours, exposées à des températures variant entre 14° et 18°, qui sont progressivement baissées. Quand elles sortent de la mûrisserie, les bananes sont en train de devenir jaunes. Elles arrivent sur les étals jaunes à bouts encore verts. 

## Développement des mûrisseries
Avant la Première Guerre mondiale, une mûrisserie de bananes est déjà installée à Bordeaux. Dans les années 1950 et 1960, les mûrisseries de France métropolitaine sont implantées dans les ports, comme Rouen ou Nantes et dans la région parisienne, mais aussi dans d'autres villes, comme Lille, Toulouse, Agen,  Grenoble ou Saint-Étienne. En France métropolitaine, au début des années 1960, les entreprises de mûrisseries sont encore de petites entreprises artisanales, dont le nombre dépasse un milllier. Elles sont alors plus d'une vingtaine à Nantes ou à Bordeaux et une soixantaine à Marseille.                

Exemple de mûrisserie réhabilitée et transformée en lieu de loisirs : le Hangar à bananes de Nantes
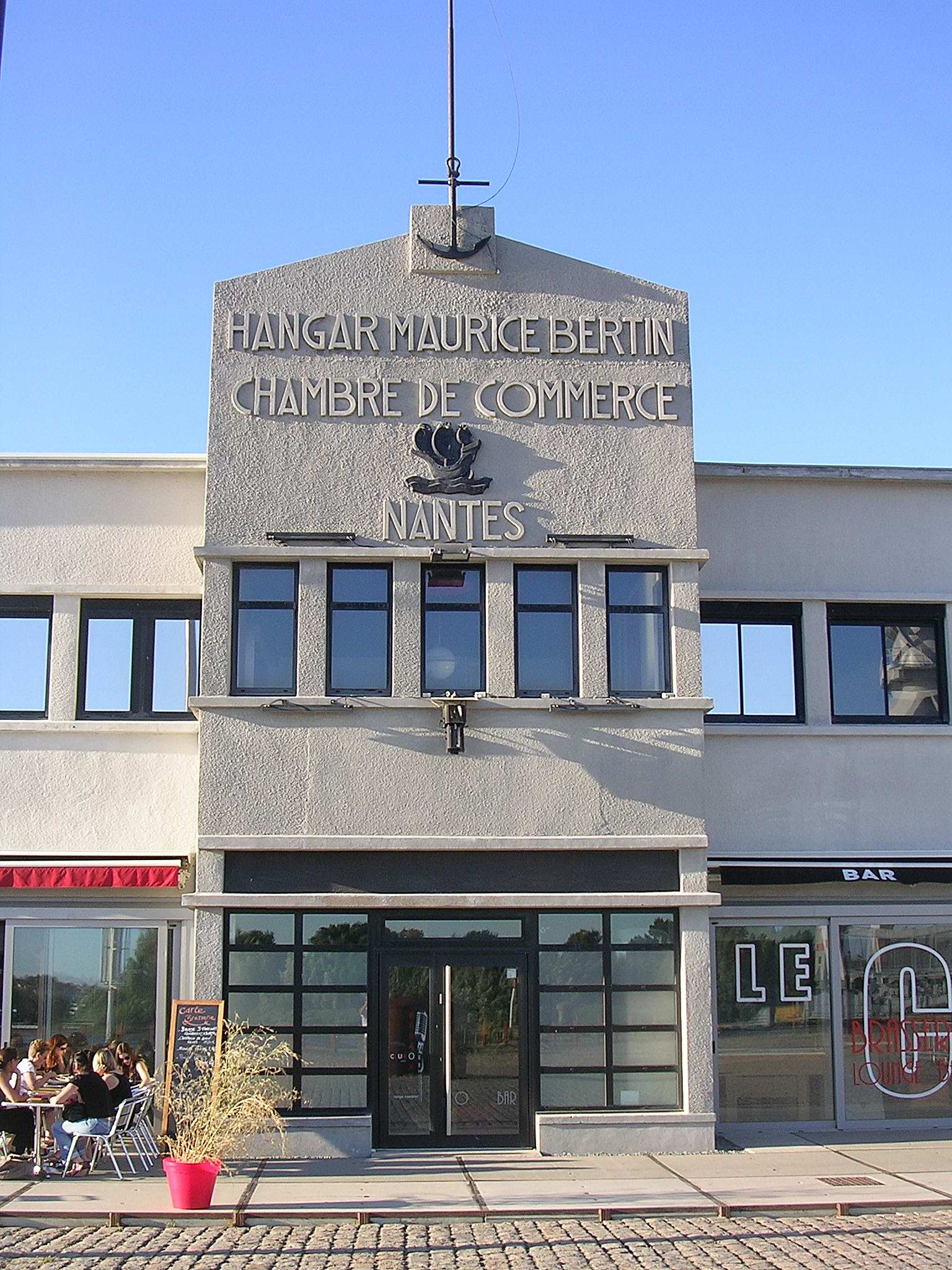
Entrée principale du Hangar à bananes.
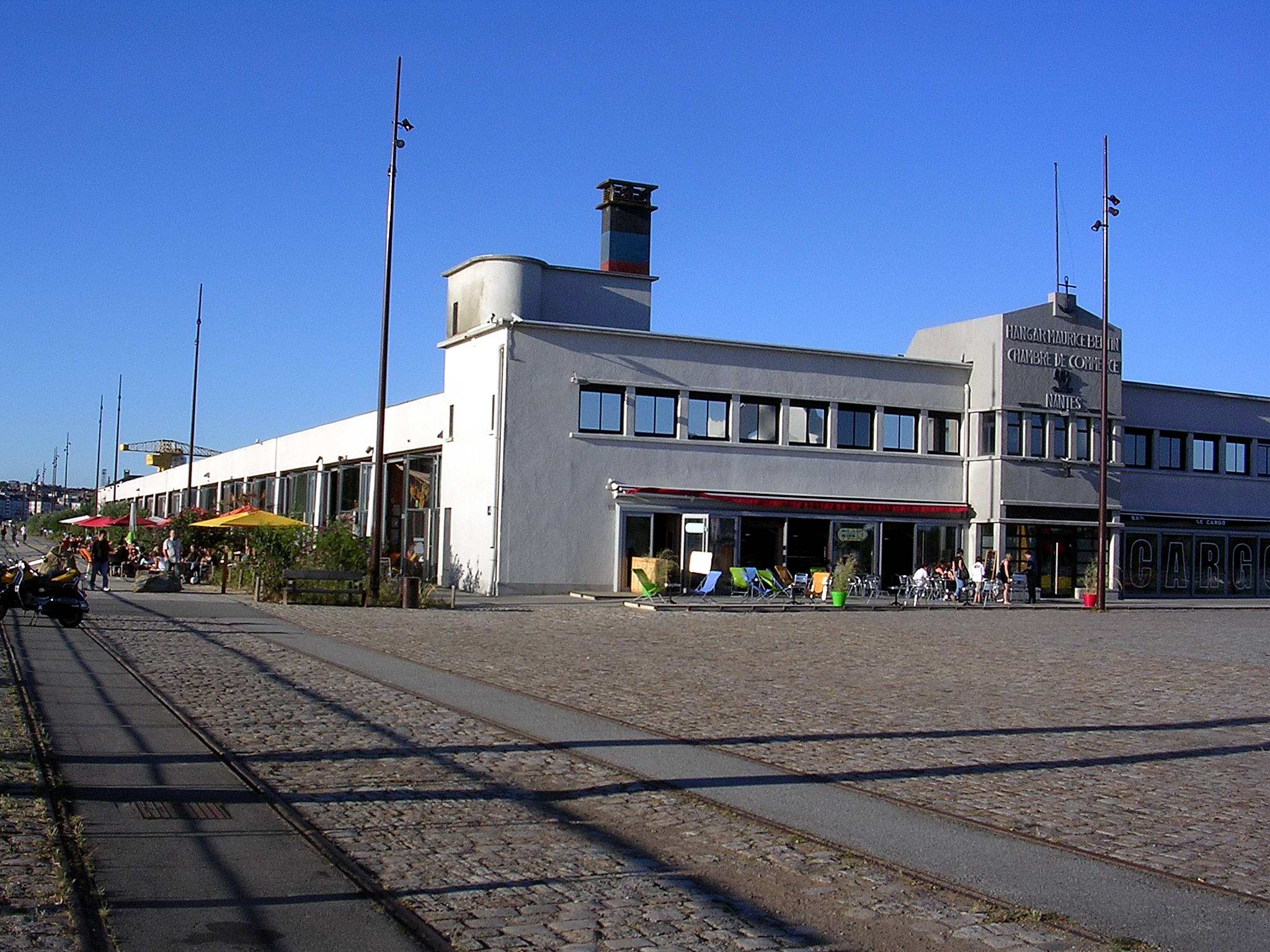
Le Hangar à bananes, le quai pavé et les anciens rails de grues de déchargement.
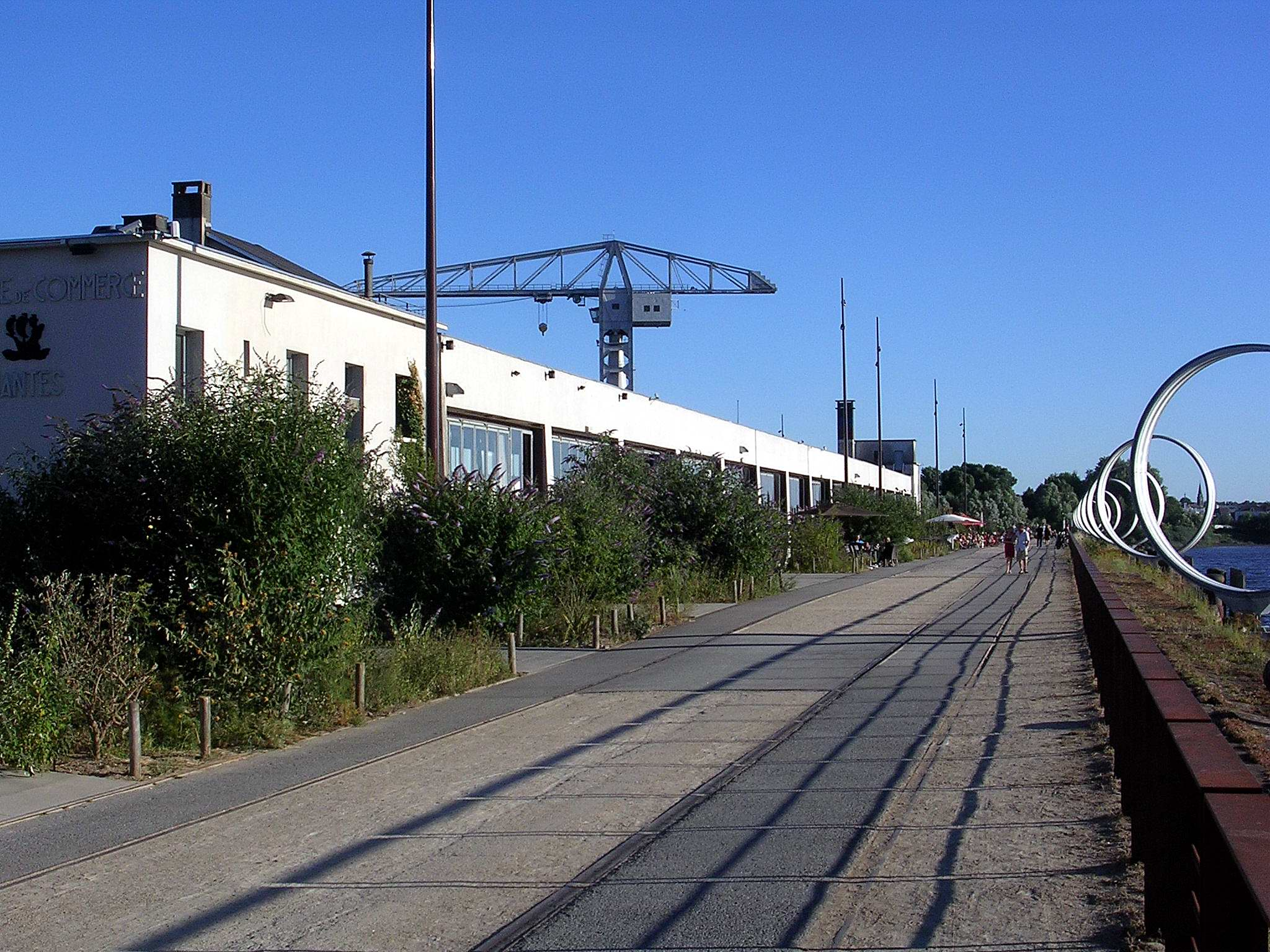
Le hangar, la grue Titan grise et les Anneaux de Buren.

Au début des années 1980, les mûrisseries ne sont plus qu'environ 230 en France. Ce processus de concentration est lié à la conteneurisation : les petites mûrisseries, trop exigües pour accueillir un conteneur entier de bananes, ont disparu. La conteneurisation permet d'éviter beaucoup de manipulations des cartons de fruits et donc de risques de choc. D'autre part, les mûrisseries industrielles se sont beaucoup développées pour fournir les importants volumes réclamés par les centrales d’achats de la grande distribution.   
Les firmes transnationales investissent dans les mûrisseries dans le cadre d'une intégration verticale, pour contrôler l'ensemble de la filière.